# Le Mesnil-Saint-Firmin
Le Mesnil-Saint-Firmin is een gemeente in het Franse departement Oise (regio Hauts-de-France) en telt 136 inwoners (2005). De plaats maakt deel uit van het arrondissement Clermont.

## Geografie
De oppervlakte van Le Mesnil-Saint-Firmin bedraagt 4,1 km², de bevolkingsdichtheid is 33,2 inwoners per km².
De onderstaande kaart toont de ligging van Le Mesnil-Saint-Firmin met de belangrijkste infrastructuur en aangrenzende gemeenten.

## Demografie
Onderstaande figuur toont het verloop van het inwonertal (bron: INSEE-tellingen).